# Andreas Öhman
Andreas Gustaf Artur Öhman, född 24 januari 1985 i Kramfors, är en svensk filmregissör och manusförfattare.
Öhman växte upp i byn Djuped i Ångermanland och gick efter GUC i Uppsala vidare till studier i filmvetenskap vid Stockholms universitet. Sedan tonåren har han skrivit och regisserat flera kortfilmer, reklamfilm och musikvideor. 2004 vann han pris i New York för den första riktiga kortfilmen, Positive About Negatives och 2009 vann han Sveriges största filmpris, Startsladden, för kortfilmen Mitt liv som trailer.
Året därpå långfilmsdebuterade han med den uppmärksammade I rymden finns inga känslor, som även gjordes som en novellfilm för SVT först. År 2011 nominerades långfilmen till fyra Guldbaggar, däribland Bästa film och Bästa manus och utsågs till Sveriges officiella bidrag till uttagningen till Oscarsgalan 2011. 2010 medverkade Andreas Öhman även i antologin Vad gör de nu?. Därnäst kom långfilmen Bitchkram 2012. Öhman driver också animationsbolaget Naive AB i Stockholm, och animationer ingick innovativt i debutlångfilmen.
2016 Guldbaggenominerades Filip Berg i hans film Odödliga för Bästa manliga huvudroll.

## Filmografi
- 2004 – Positive About Negatives (kortfilm)
- 2005 – Hard Joe (kortfilm; även manus)
- 2006 – Hilbert, sju bokstäver (kortfilm)
- 2006 – Blandband #307 (kortfilm; även manus)
- 2008 – The Boy Who Was Afraid of the Ground (kortfilm)
- 2009 – Mitt liv som trailer (kortfilm; även manus)
- 2009 – Kärleksbarn (prisbelönt kortfilm; endast Projektledare)
- 2010 – I rymden finns inga känslor (kortfilm SVT; även manus)
- 2010 – I rymden finns inga känslor (även manus)
- 2012 – Bitchkram (även manus)
- 2014 – Remake (även manus)
- 2015 – Odödliga (även manus)
- 2019 – En annan värld (kortfilm; även manus)
- 2023 – En dag kommer allt det här bli ditt (även manus)
- 2025 – 7 steg (även manus)